# りんご王国こうぎょくカレッジ
りんご王国こうぎょくカレッジ（りんごおうこくこうぎょくカレッジ）は、青森県弘前市のコミュニティFMエフエムアップルウェーブの番組名のひとつ。
日曜日の午後6時からの1時間番組として、2001年4月放送開始。現在は日曜夜7時からの放送。
国立大学法人弘前大学（放送開始当時は国立弘前大学）の教員を、その研究内容と共に地域に紹介するために企画された。
メインパーソナリティのショージが、気になるテーマを研究している教員と対談するスタイルで構成されており、2017年6月までに弘前大学教員の62%以上（延べ人数）が出演している。
メインパーソナリティ以外のスタッフは弘前大学などの地元学生ボランティアや社会人ボランティアが担っており、弘前大学ではこの番組を地域貢献のためのメニューの1つに数えている。
アップルウェーブの番組では最初にあおもり県民カレッジの単位認定講座となった。音楽やトーク中心のコミュニティFMでは特異な番組となっている。
2010年にはアップルウェーブの6優良番組のうちの1つとして表彰され、2013年には弘前大学表彰を受賞した。